# Борувек (Люблінське воєводство)
Борувек (пол. Borówek) — село в Польщі, у гміні Жулкевка Красноставського повіту Люблінського воєводства.
Населення — 122 особи (2011).
У 1975-1998 роках село належало до Замойського воєводства.

## Демографія
Демографічна структура станом на 31 березня 2011 року:
|          | Загалом | Допрацездатний вік | Працездатний вік | Постпрацездатний вік |
| -------- | ------- | ------------------ | ---------------- | -------------------- |
| Чоловіки | 62      | 11                 | 40               | 11                   |
| Жінки    | 60      | 5                  | 28               | 27                   |
| Разом    | 122     | 16                 | 68               | 38                   |